# Декель
Декель (от нем. Deckel — покрышка) — эластичная прослойка в печатных машинах, помещаемая между поверхностью, прижимающей  запечатываемый материал (печатным цилиндром, тиглем), и печатной формой; служит для переноса краски с печатной формы на запечатываемый материал. В значительной степени определяет качество печатания.
В офсетной печати декель бывает трех видов: жесткий, полужесткий и мягкий. Состоит из офсетного полотна и подложки. Выбор декеля зависит от качества запечатываемого материала. Жесткий декель позволяет получить лучшее качество печати, мягкий позволяет печатать на материалах низкого качества (рыхлых бумагах), а также фактурных материалах.